# Ольшанский, Лев Абрамович
Лев Абрамович Ольшанский (1(14) ноября 1914, г. Екатеринослав, Екатеринославская губ. -  9 августа 1995, г. Москва) — советский футболист, нападающий; заслуженный тренер Узбекской ССР.

## Биография
С 1930 года выступал за «Спартак» Днепропетровск, в 1932—1935 — за «Старт» Москва, в 1936—1938 — за клубную команду ленинградского «Динамо». В октябре 1938 сыграл два матча за «Динамо» в чемпионате СССР против земляков из «Электрика» (1:2) и «Зенита» (2:1). В мае 1939 года сыграл четыре матча в группе «Б» за московский «Пищевик», забил один гол — в ворота ереванского «Спартака».
С июля 1941 года — в РККА, командовал отделением 2-го мотострелкового полка ОМСБОН. Награждён орденом Отечественной войны II степени (6 апреля 1945), медалями «За отвагу» (8 февраля 1943), «За оборону Москвы», «За победу над Германией».
С 1948 года — на тренерской работе. Работал в командах «Динамо» Московская область (1948—1949, тренер), «Машиностроитель» Подольск (1950), «Спартак» Ашхабад (1951—1954), «Спартак» Ташкент (1954—1955, ст. тренер; 1956—1957, 1960—1963, тренер), «Пахтакор» (1957—1959).
В 1964—1978 тренировал команду КФК «Динамо» (Москва). Двукратный обладатель Кубка СССР — 1970 («Стрела») и 1972 («Алмаз», ОФК-3).
Скончался в 1995 году. Похоронен на Востряковском кладбище.